# Thallarcha sparsana
Espèce
Thallarcha sparsana est une espèce de lépidoptères (papillons) de la famille des Erebidae et de la sous-famille des Arctiinae.
L'espèce a été décrite pour la première fois par Francis Walker en 1863. On le trouve dans l'Est de l'Australie de Victoria , de Nouvelle-Galles du Sud et du Queensland.